# Caballo de agua de El Lingue
El caballo de agua de la estación de El Lingue es el único artefacto sobreviviente de la antigua estación El Lingue, perteneciente al ramal San Fernando-Pichilemu. El caballo de agua fue declarado Monumento Nacional de Chile, en la categoría de Monumento Histórico, mediante el Decreto N.º 192 de 1993.

## Historia
El caballo de agua de la antigua estación El Lingue, cercana a Pichilemu, es el único elemento sobreviviente de ese recinto. Según el Consejo de Monumentos Nacionales, "está constituido por instalaciones de abastecimiento de agua para los estanques de las locomotoras".      Data de la década de 1890.
El caballo de agua fue declarado Monumento Nacional, en la categoría de Monumento Histórico, en conjunto con los edificios de las estaciones de Placilla (comuna de Placilla) y Colchagua (Palmilla), además del túnel El Árbol, como "patrimonio ferroviario rescatable del ramal que unía las ciudades de 
San Fernando y Pichilemu". El decreto N.° 192, de 1993, es suscrito por el presidente Patricio Aylwin.
Por su ubicación, a metros de la salida suroeste del túnel El Árbol, resultaba dificultoso poder visitar el caballo de agua, por lo que desde 2006, autorizado por el Consejo de Monumentos Nacionales y la Empresa de los Ferrocarriles del Estado, el caballo se encuentra en el Museo del Niño Rural, en la localidad de Ciruelos.